# Auxopus
Auxopus es un género de orquídeas perteneciente a la subfamilia Epidendroideae. Tiene tres especies originarias de África, Madagascar y las islas Mascareñas.

## Hábitat y distribución
Las especies crecen en suelo rico en humus a la sombra en húmedas selvas tropicales de África, Madagascar y las islas Mascareñas. 

## Características
Se dispone  en forma de huso con un rizoma carnoso engrosado subterráneo.  Esto le da un color amarillo parduzco con un pedúnculo  muy reducido y sin hojas.  La inflorescencia es un racimo terminal compacto con muchas pequeñas flores de color casi marrón.
La parte superior de los sépalos y los pétalos laterales han crecido junto a los pies de la columna, la parte superior se dobla hacia atrás. La base está conectada a la columna. Esta contribuye con dos apéndices. El estambre es curvo hacia el eje de la columna y contribuye con cuatro polinias. 

## Taxonomía
El género fue descrito por Rudolf Schlechter y publicado en Kolonial-Wirtschaftliches Komitee. Westafrikanische ... 275. 1900.
Etimología
Auxopus: nombre genérico que viene del griego auxein (aumento) y pousse (raíz), y se refiere a que la flor del tallo después de la fertilización es prolongada.

## Especies
| - Auxopus kamerunensis - Auxopus macranthus - Auxopus madagascariensis |